# جيمس هنت (متسابق يخت)
جيمس هنت (بالإنجليزية: James Hunt)‏ هو متسابق يخت أمريكي، ولد في 25 يوليو 1936 في بوسطن في الولايات المتحدة.

## وصلات خارجية
- جيمس هنت على موقع الاتحاد الدولي للملاحة الشراعية (موقع جديد) (الإنجليزية)
- جيمس هنت على موقع الاتحاد الدولي للملاحة الشراعية (موقع قديم) (الإنجليزية)
- جيمس هنت على موقع اللجنة الأولمبية الدولية (الإنجليزية)
- جيمس هنت على موقع أوليمبيديا (الإنجليزية)